# El Arroyón
El Arroyón är en ort i Mexiko.   Den ligger i kommunen La Concordia och delstaten Chiapas, i den sydöstra delen av landet, 800 km sydost om huvudstaden Mexico City. El Arroyón ligger 1 328 meter över havet och antalet invånare är 103.
Terrängen runt El Arroyón är kuperad åt nordväst, men åt sydost är den bergig. Terrängen runt El Arroyón sluttar norrut. Runt El Arroyón är det ganska glesbefolkat, med 28 invånare per kvadratkilometer. Närmaste större samhälle är Nueva Palestina, 12,6 km nordost om El Arroyón. I omgivningarna runt El Arroyón växer i huvudsak städsegrön lövskog.